# Jadwiga Nowakowska (wicewojewoda)
Jadwiga Nowakowska, z domu Sośnicka (ur. 1 sierpnia 1948 w Makowie Mazowieckim) – polska samorządowiec i urzędniczka, działaczka partyjna i rolnicza, w latach 2003–2005 wicewojewoda małopolski.

## Życiorys
Córka Jana i Haliny. Absolwentka Akademii Rolniczo-Technicznej w Olsztynie oraz Międzywydziałowego Studium Pedagogicznego Akademii Ekonomicznej w Krakowie. Działała w Związku Socjalistycznej Młodzieży Polskiej, była przewodniczącą rady i zarządu tej organizacji w Krakowie. Od 1970 należała do Polskiej Zjednoczonej Partii Robotniczej, w latach 70. i 80. należała do jej egzekutywy w Komitecie Krakowskim. Piastowała stanowiska w administracji rolnej i samorządowej, m.in. dyrektora Wydziału Rolnictwa i Gospodarki Żywnościowej w Urzędzie Miasta Krakowa (1989) oraz wiceprezes zarządu wojewódzkiego Związku Kółek i Organizacji Rolniczych w Krakowie.
W III RP zaangażowała się w działalność polityczną w ramach Sojuszu Lewicy Demokratycznej. Prowadziła działalność gospodarczą, do 2003 była zastępcą dyrektora Wydziału Środowiska i Rolnictwa Małopolskiego Urzędu Wojewódzkiego. 14 kwietnia 2003 została drugim wicewojewodą małopolskim, funkcję sprawowała do grudnia 2005. W 2010, 2014 i 2018 kandydowała do sejmiku małopolskiego.